# 埃利阿斯 (烏伊拉省)
埃利阿斯是哥倫比亞的城鎮，位於該國西南部，由乌伊拉省]負責管轄，始建於1827年，面積82平方公里，海拔高度1,192米，2005年人口3,342，人口密度每平方公里40.76人。
2°01′N 75°56′W / 2.017°N 75.933°W